# Spittahaus (Hannover)

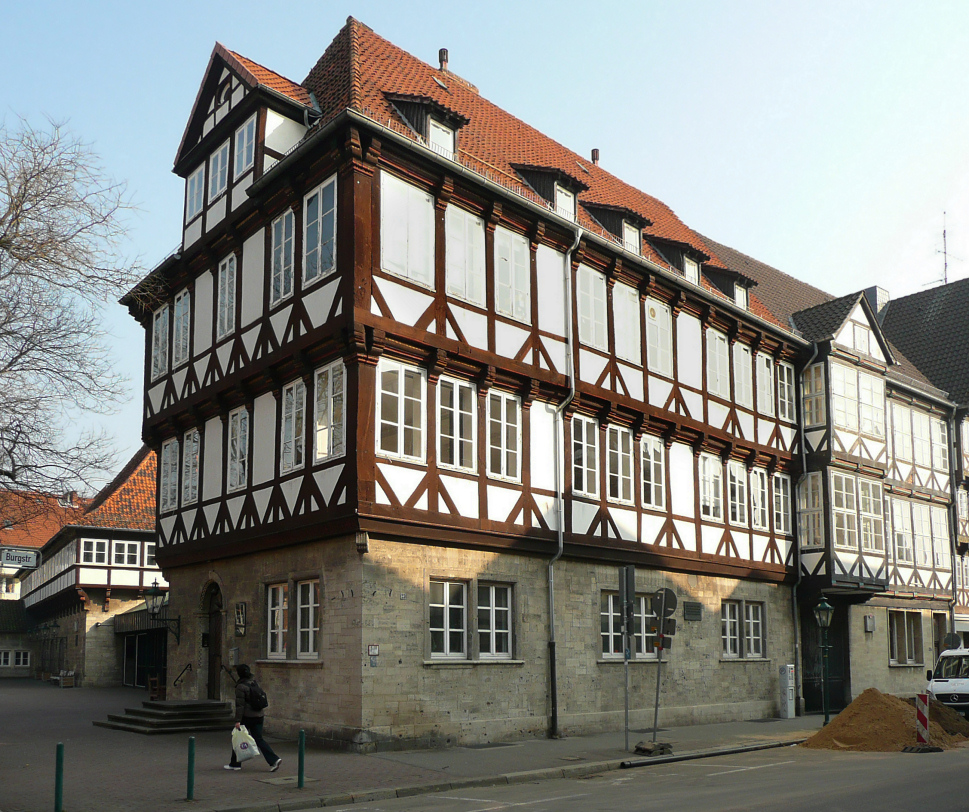
Das 1938 von Wolfram von Erffa umgesetzte Spittahaus, Burgstraße 23 als Teil der Einfassung des Ballhofplatzes

Das Spittahaus in Hannover ist ein ursprünglich im 17. Jahrhundert errichtetes Fachwerkhaus, in dem später der Kirchenlied-Dichter Karl Johann Philipp Spitta seine Jugendjahre verlebte. Standort des denkmalgeschützten heutigen Doppelhauses, das als Theater-Gaststätte und für Büros genutzt wird, ist die Burgstraße 23 und 23a Ecke Ballhofplatz in der hannoverschen Altstadt als Teil des Stadtteils Mitte.

## Geschichte und Beschreibung

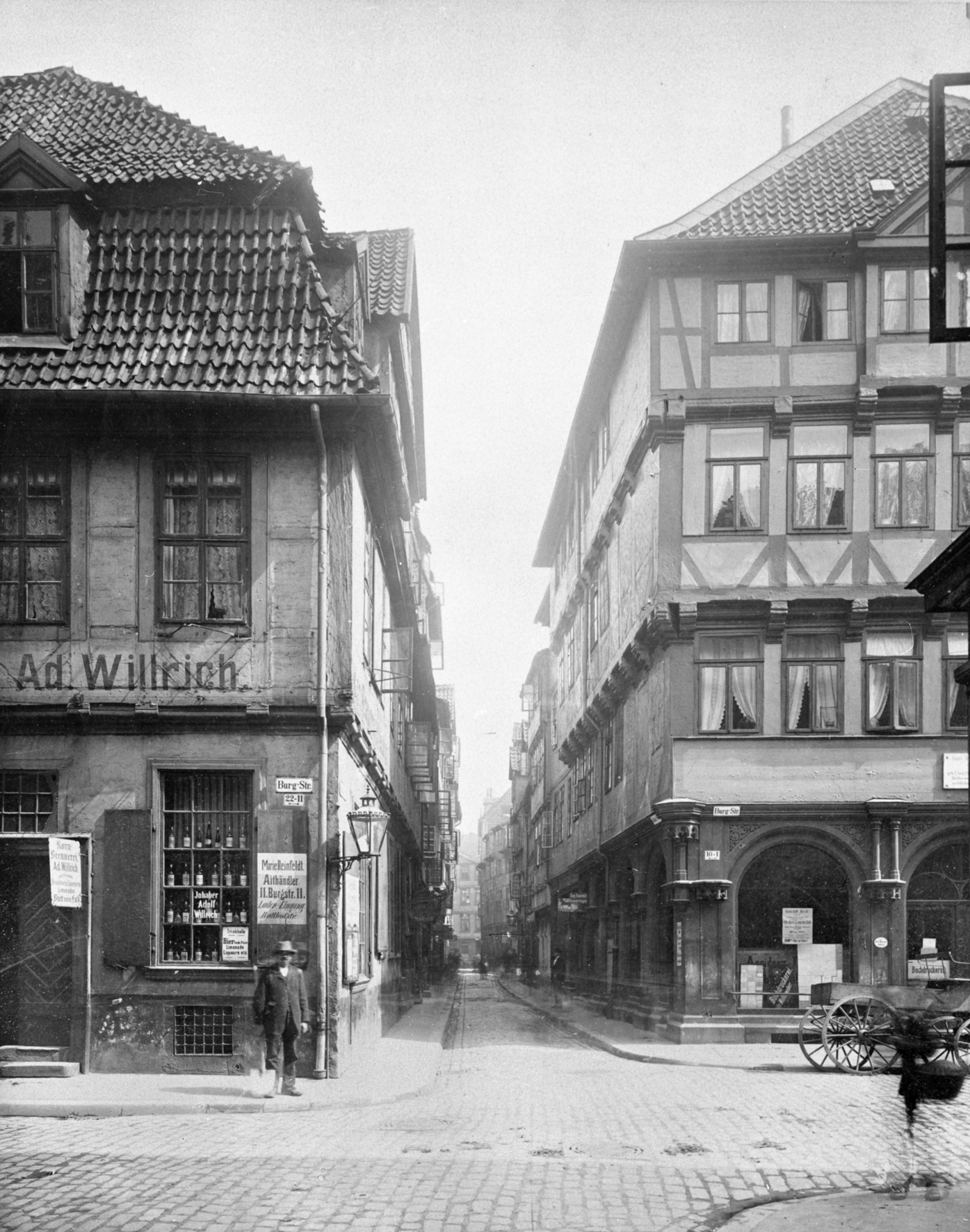
Das Spittahaus (rechts) Burgstraße 10 Ecke Judenstraße, um 1885;
Foto von Georg Alpers, im Besitz des Historischen Museums Hannover

Das Gebäude entstand an der Stelle der mitten im Dreißigjährigen Krieg im Jahr 1630 eingestürzten St. Gallenkapelle. Nachdem wenige Jahre später Herzog Georg von Braunschweig-Lüneburg, Fürst von Calenberg-Göttingen Hannover zu seiner neuen Residenz erklärt hatte, errichtete gut zwei Jahrzehnte nach Kriegsende der Ratsbaumeister Adrian Siemerding für den Kaufmann Johann Duve 1669 am Standort der ehemaligen St. Gallenkapelle ein dreigeschossiges Giebel-Haus mit der Längsseite entlang der ehemaligen Judenstraße – die sich im Verlauf der heutigen Ballhofstraße und dem Ballhofplatz erstreckte – und der Hauptfassade zur Burgstraße hin.
Zur Zeit der Industrialisierung und des Königreichs Hannover wurde das Erdgeschoss des Gebäudes um 1845 verändert. Zur selben Zeit wurde rechts neben dem Spittahaus an Stelle des eigentlichen Wohngebäudes des St. Gallenhofes ein massives Wohnhaus errichtet unter der – damaligen – Adresse Burgstraße 9.
Mehr als ein Jahrhundert nach dem Bau des seinerzeit mit drei Obergeschossen auskragenden Gebäudes verlebte der 1801 geborene spätere Theologe und Dichter Spitta vor allem während der sogenannten „Franzosenzeit“ hier seine Jugendjahre, die unter anderem in der Allgemeinen Deutschen Biographie beschrieben wurden.
Eine Gedenktafel mit Hinweisen auf Spitta ist am Gebäude seit den frühen 1930er Jahren bezeugt.

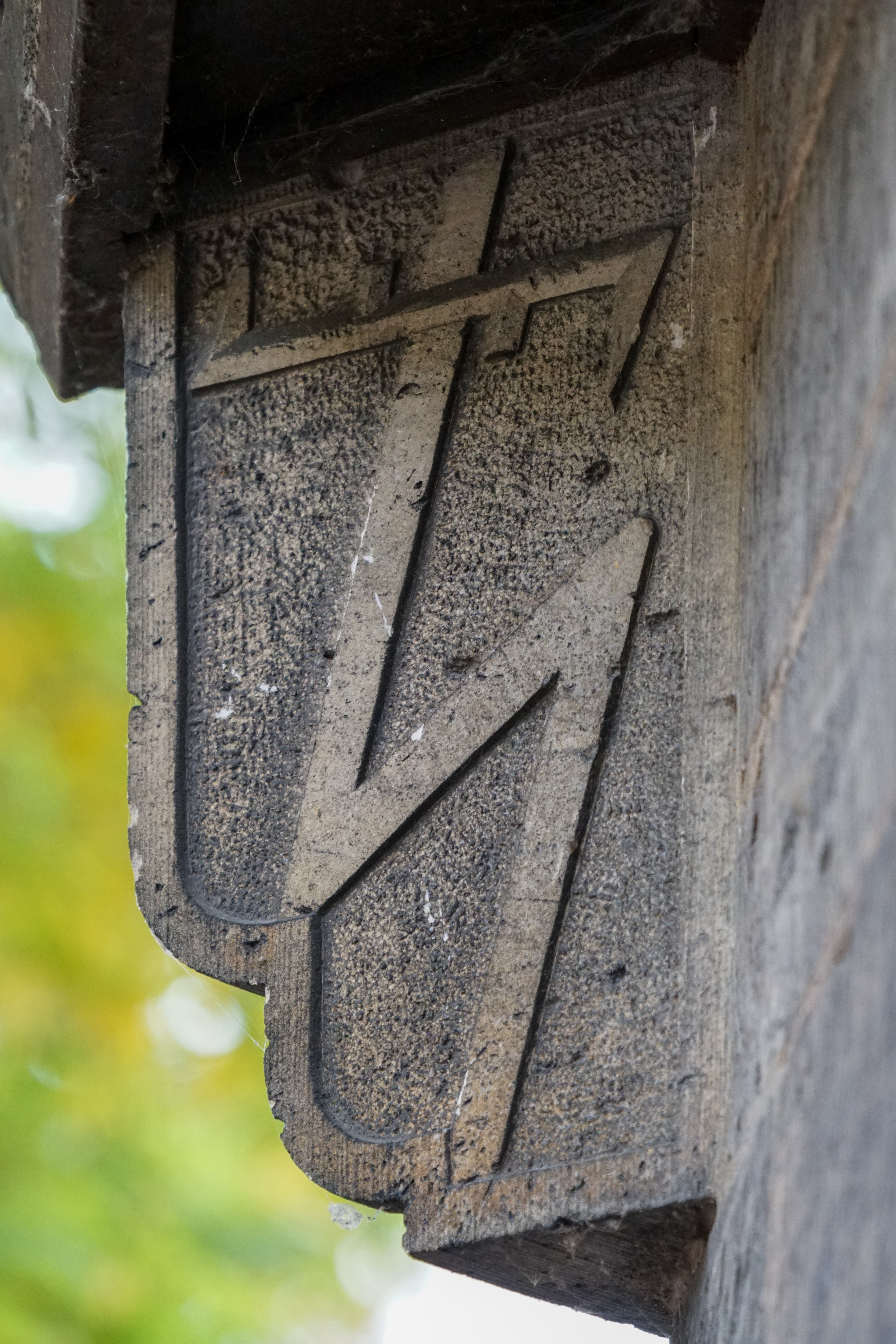
Siegrune und Wolfsangel am Spittahaus, das in der Zeit des Nationalsozialismus von der Hitler-Jugend genutzt wurde

Als zur Zeit des Nationalsozialismus in den Jahren ab 1936 zunächst der Bereich um die ehemalige Judenstraße saniert und der seinerzeit mit zahlreichen Gebäuden dicht eingebaute Ballhof freigestellt wurde, ließ der Architekt Wolfram von Erffa das „Spittahaus“ umsetzen: Es wurde 1938 an seine heutige Position versetzt und dabei um 90 Grad gedreht. Beim Wiederaufbau als Eckgebäude auf zwei anderen Hausparzellen zum nun entstehenden Ballhofplatz blieb die Breite der ursprünglichen Hauptfassade des Spittahauses sowie die Länge erhalten. Auf den nun auf massiven Muschelkalk-Quadern aufsetzenden zwei Fachwerk-Obergeschossen wurde zudem der Zwerchgiebel verändert. Bis in den Zweiten Weltkrieg hinein und bis 1943 diente das versetzte und teilweise neu gestaltete Gebäude als Heim für den Bund Deutscher Mädel (BDM). Es bildete zusammen mit dem Ballhof und dem daran angebauten Heim für die Hitlerjugend (HJ) einen gemeinsamen Baukomplex, der den mittelalterlichen Lehnshof St. Gallen als Keimzelle der Stadt Hannover einfasste.
1957 wurde das Spittahaus nach Süden hin erweitert unter Einbeziehung des Hauses Burgstraße 23a, das seinerzeit als Teil der sogenannten „Traditionsinsel“ gestaltet worden war.

## Archivalien
An Archivalien zur Geschichte des Gebäudes finden sich beispielsweise
- eine weitere, Fotografie des Gebäudes als Schrägansicht „[…] um 1918“ im Besitz des Historischen Museums Hannover, als kleine sw-Fotokopie abgebildet im Hannover. Kunst- und Kultur-Lexikon (4. Auflage), S. 97.[1]